# ناحية التمانعة
ناحية التمانعة إحدى نواحي سوريا تتبع إداريّاً لمحافظة إدلب منطقة معرة النعمان ومركزها بلدة التمانعة، بلغ تعداد سكان الناحية 29,114 نسمة حسب التعداد السكاني لعام 2004.

## بلدات وقرى ناحية التمانعة
أبو دالي، أبو عمر، خوين الكبير، البريصة، الدجاج، الفرجة، الحمدانية، المشرف (رجم المشرف)، مشيرفة قبلية، النيحة، مشيرفة شمالية، قليعات الطوبية، الرفة، الرويضة، سحال، شطيب، سكيك، تل خنزير، تل مرق، الطامة، التمانعة، أم الخلاخيل، أم جلال، سكيات، تل ترعي.